# Associação Feminina Portuguesa para a Paz
Associação Feminina Portuguesa para a Paz foi uma associação pacifista feminina criada em 1935 e dissolvida pelo Estado Novo em 1952. Teve delegações em Lisboa, Coimbra e no Porto. Declarava-se apolítica e não religiosa, sendo, no entanto, muitas das suas sócias antifascistas. As suas actividades envolviam missões de ajuda a exiladas/os de guerra, palestras, exposições, saraus culturais e outros eventos culturais como forma de divulgarem os princípios da Paz Universal. Na última década de existência o carácter oposicionista acentuou-se em resposta ao aumento da repressão (geral e particular contra movimentos de mulheres não próximos do regime). Publicou um órgão de informação, o Boletim da Associação Feminina Portuguesa para a Paz e contou com um coro infantil dirigido por Francine Benoît.

## História

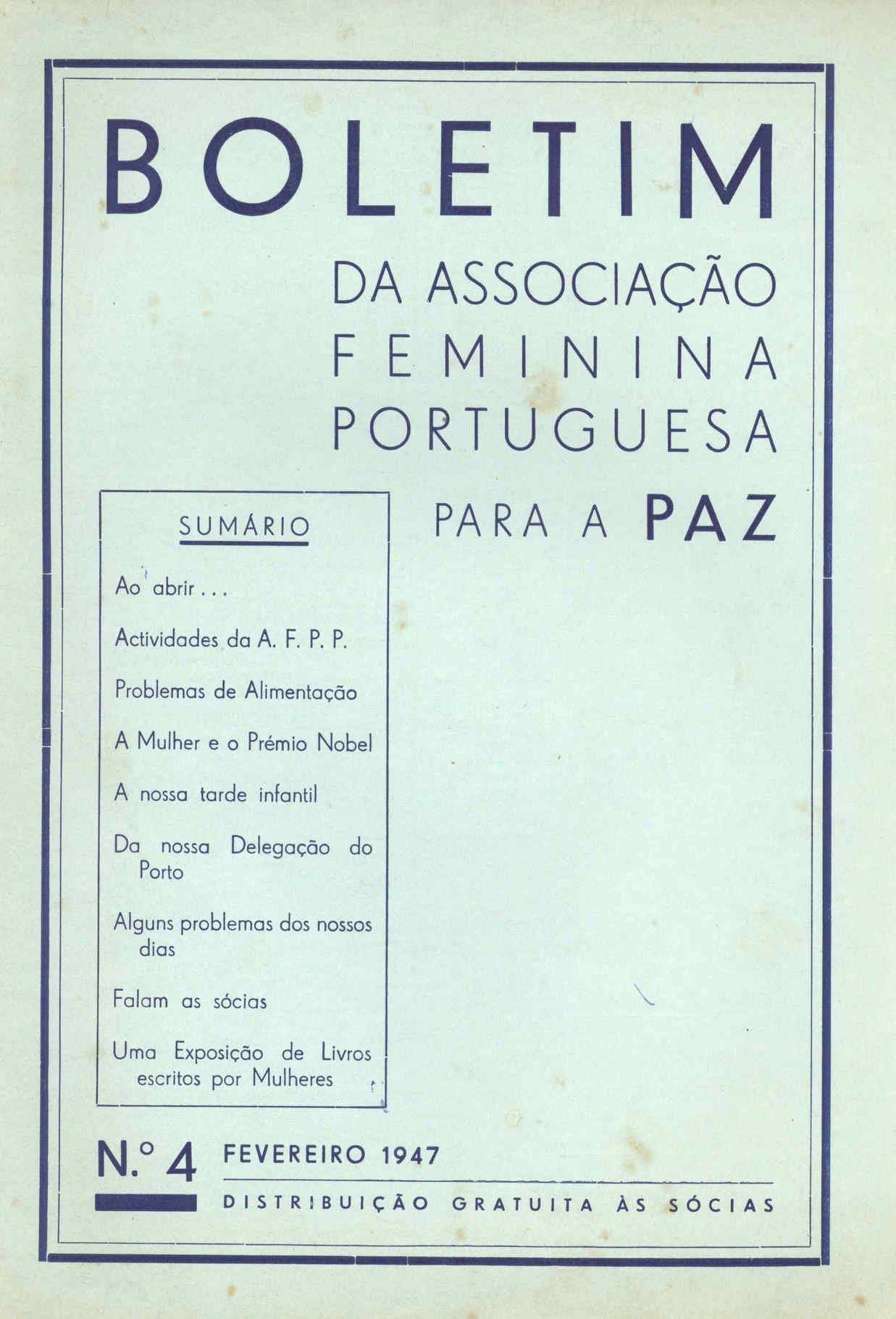
Boletim Nº4 da Associação Feminina Portuguesa para a Paz (Fevereiro 1947)

Criada a 10 de Novembro de 1935, e homologada pelo Governo Civil de Lisboa a 8 de Fevereiro do ano seguinte, a Associação Feminina Portuguesa para a Paz (AFPP) foi inicialmente constituída em Lisboa, com sede provisória na Rua de Passos Manuel, nº 20, e mais tarde na Rua Latino Coelho, nº 25, 2º andar, por um conjunto de vinte mulheres activistas, jovens e alunas de cursos superiores, que atentas às "constantes ameaças que pairam sobre o mundo e põem em sobressalto o coração de todas as mulheres - esposas, mães, filhas, irmãs e noivas - que teriam a lastimar, mais uma vez, a sorte dos seus entes queridos", decidiu unir-se e trabalhar para o desenvolvimento da Paz Universal.
Coincidindo com o eclodir da Guerra Civil em Espanha, e no rescaldo de constantes crises políticas em Portugal, que demarcaram o fim da Primeira República e a ascensão do Estado Novo, a associação feminina inicialmente tomou como seu principal objectivo a procura de soluções para espalhar ideias de paz e de solidariedade humana, "desviando o espírito da mocidade de preocupações bélicas", através da realização de conferências, saraus, exposições, projecções cinematográficas e a organização de uma biblioteca, entre outras actividades de cariz cultural e educativo.
Anos mais tarde, em finais de 1942 e princípios de 1943, durante a Segunda Guerra Mundial, e devido a uma proibição do estado português, a AFPP que contribuía no envio de bens, encomendas e donativos para os campos de concentração e zonas devastadas pelo conflito, viu-se obrigada a cessar as suas acções solidárias e a concentrar-se novamente no campo cultural nacional. Com a adição de novos membros, tomaram em plenário a decisão de aceitar como nova missão a formação cultural da mulher. Defendendo que era na família que se desenvolviam os valores do pacifismo e que a mulher para além de mãe, filha e esposa, era também educadora e membro interveniente e pró-activo da sociedade, passaram a abordar a luta pela melhoria da condição de vida das mulheres em todas as esferas da sociedade portuguesa, a igualdade de direitos e liberdades constitucionais, o combate ao analfabetismo, à fome, à doença, ou ainda à pobreza nas suas palestras culturais, para além da realização de cursos de dactilografia, cultura musical, francês, inglês, enfermagem e puericultura.
Sendo um espaço legal e autónomo de cidadania entre mulheres, de cariz feminista, apolítico e não religioso, a associação que funcionava como ponto de encontro e discussão entre muitas mulheres que não se enquadravam na linha ideológica dos outros espaços ou instituições femininas criadas ou apoiadas pelo Estado Novo, tais como a Obra das Mães pela Educação Nacional (OMEN) ou a Mocidade Portuguesa Feminina (MPF), não se opunha à participação e inscrição de sócios do sexo masculino, sendo contemplado nos seus estatutos as categorias de sócios auxiliares e honorários para aqueles que quisessem dela fazer parte e contribuir para a sua causa. Não era portanto caso raro encontrar, entre os seus sócios, militantes comunistas ou antifascistas, ou ainda, entre as suas sócias efectivas, figuras proeminentes da causa feminista, sendo a grande maioria afiliada noutros movimentos republicanos, democráticos ou sufragistas, como o Conselho Nacional das Mulheres Portuguesas (CNMP), o Movimento de Unidade Democrática (MUD), ou ainda nas campanhas políticas de Norton de Matos e de Ruy Luís Gomes. Por esse motivo, durante os seus anos de actividade, e com a intensificação de poder do Estado Novo em Portugal, a associação feminina sofreu um forte escalar de restrições e perseguições pela Polícia Internacional e de Defesa do Estado (PIDE), levando finalmente ao seu encerramento e proibição de actividade em 1952.
A organização que contava com dezassete anos de existência, tornou-se então na última grande associação feminista a fechar as portas, durante o Estado Novo.

## Membros
Na sua lista de sócios efectivos, auxiliares e honorários, constavam os nomes de figuras proeminentes da sociedade portuguesa como Maria Barroso, Virgínia Moura, Maria Lamas, Stella Piteira Santos, Maria dos Santos Machado, Francine Benoît, Maria Isabel Aboim Inglês, Ilse Losa, Eurico Tomaz de Lima, Vitorino Nemésio, Irene Lisboa, Maria Palmira Tito de Morais, Maria Alda Nogueira, Maria Cândida Ventura, Amélia Cal Brandão, Maria Lúcia Vassalo Namorado, Manuela Porto, Laura Lopes, Maria da Graça Amado da Cunha, Maria Lucília Estanco Louro, Teixeira de Pascoais, Elina Guimarães, Lima de Freitas, Júlio Pomar, Ruy Luís Gomes, Joao Maia de Loureiro, Mário Dionísio.